# Antonio Ordóñez
Antonio Jiménez Ordóñez Araujo (Ronda, 16 de fevereiro de 1932 — Sevilha, 19 de dezembro de 1998) foi um matador de touros espanhol. 
Terceiro de seis filhos do matador de touros Cayetano Ordóñez y Aguilera, El Niño de la Palma, e de Consuelo Araujo, António Ordoñez vestiu pela primeira vez o traje de luces em Haro (Logroño). Apresentava-se então como Niño de la Palma IV. 
Já novilheiro praticante, apresenta-se em Las Ventas, Madrid, na Feira de Outubro de 1949. Um ano depois sofria a sua primeira colhida grave, em Barcelona. 
Em Las Ventas, em junho de 1951, Antonio Ordóñez tomou a alternativa de matador de touros, tendo Julio Aparicio como padrinho e El Litri como testemunha. 
Ao longo da sua carreira como diestro, interveio em mais de 1000 corridas e matou mais de 2000 reses bravas. Portador de um estilo purista de toureio, sobre ele escreveu José María Cossío:
| “ | Con la capa, toreando a la verónica, Antonio Ordóñez anula a los mejores. Verónicas con gran juego de brazos, suaves y espectaculares, lentas, magníficas; verónicas densas, dramáticas y profundas, cargando la suerte; verónicas alegres, aladas y palpitantes con los pies juntos, medias verónicas amplias, cerradas petulantemente sobre la cadera, como una flor misteriosa. Y con el capote para adornos, ha sido límpido, matemático y preciso | ” |

. 
Cortou a coleta em 12 de agosto de 1971, em San Sebastián. Em 1974, porém, reapareceu na praça da sua terra natal, Ronda.
O catedrático do toureio (El Catedrático), assim chamou o público a Ordóñez, foi amigo de Ernest Hemingway e de Orson Welles, que seguiram com proximidade a sua carreira. Hemingway, que Ordoñez tratava como Papá Ernesto, já era amigo do seu pai, Cayetano, que conhecera numas festas de San Fermín, em Pamplona, nos anos 1920, e lhe inspirara a personagem Pedro Romero em The Sun Also Rises. O toureio de Niño de la Palma causara a Hemingway uma profunda admiração, a mesma que anos mais tarde lhe causaria ao ver o seu filho Antonio, que seguiu durante várias temporadas pelos ruedos de Espanha. A rivalidade entre Antonio e Luis Miguel Dominguín levaria o Nóbel da Literatura a escrever o ensaio El verano peligroso, publicado na revista Life Magazine em 1960. 
Com Orson Welles a sua amizade foi igualmente intensa, tendo Welles decidido que quando morresse as suas cinzas deveriam ser depositadas em casa do maestro. Cumprindo esse desejo, a sua viúva e a sua filha depositaram em 1987 o pote das cinzas do cineasta num poço de El Recreo de San Cayetano, a casa de Ordóñez em Ronda.
Dos seus quatro irmãos rapazes, dois foram igualmente matadores, Cayetano (que continuou a usar o nome de El Niño de la Palma) e José (também conhecido como Pepe) Ordóñez; outros dois foram bandarilheiros, Juan e Alfonso Ordóñez.
As cinzas de Antonio Ordoñez foram espalhadas na praça de toiros de Ronda.  

## Família
António Ordoñez casou duas vezes. A 19 de outubro de 1953, em Cuenca, casou com Carmen Cristina González Lucas, conhecida como Carmina Dominguín. Carmina era filha do matador Domingo González Mateos, conhecido como Domingo Dominguín, e irmã de Domingo, Pepe e Luis Miguel Dominguín, o mais famoso da saga de matadores Dominguín e rival durante anos de Ordóñez. Viúvo da sua primera esposa, Ordoñez casou, segunda vez, em outubro de 1983, em Madrid, com Pilar Lezcano. 
Fruto do seu casamento com Carmina Dominguín, Ordoñez foi pai de Carmen Cayetana (por vezes chamada pela imprensa como Carmina, como a sua mãe) e de Ana Belén Ordoñez, que posteriormente se casariam também com os matadores Francisco Rivera (Paquirri) e Juan Carlos Beca Belmonte, respetivamente. Foi avô de Francisco e de Cayetano Rivera Ordoñez, filhos da sua filha Carmen Ordóñez e de Paquirri.
Por afinidade, foi igualmente tio do cantor Miguel Bosé, da designer de moda Paola Dominguín e tio avô da manequim Bimba Bosé e do ator e manequim Nicolás Coronado. 